# Tiller Futsal 2011-2012
Questa voce raccoglie le informazioni riguardanti il Tiller Futsal nelle competizioni ufficiali della stagione 2011-2012.

## Stagione
Il Tiller, neopromosso in Futsal Eliteserie, ha affrontato il primo campionato nella massima divisione locale nella stagione 2011-2012. La squadra ha chiuso l'annata all'8º posto finale, raggiungendo pertanto la salvezza.

## Rosa
| N° | Naz.                | Ruolo | Sportivo             | Anno     |  |  |
| -- | ------------------- | ----- | -------------------- | -------- |  |  |
|    | Norvegia (bandiera) | POR   | Bobo Marjanovic      |          |  |  |
|    | Norvegia (bandiera) | DIF   | Jørn André Hugdal    | 13.01.88 |  |  |
|    | Norvegia (bandiera) | DIF   | Jon Arne Kråkenes    | 20.04.88 |  |  |
|    | Norvegia (bandiera) | DIF   | Kristoffer Sandtrøen | 23.10.88 |  |  |
|    | Norvegia (bandiera) | DIF   | Ole-Johan Skrede     | 08.08.88 |  |  |
|    | Norvegia (bandiera) | LAT   | Kim André Brandtzæg  | 13.06.88 |  |  |
|    | Norvegia (bandiera) | LAT   | Pål André Helland    | 04.01.90 |  |  |
|    | Norvegia (bandiera) | UNI   | Albert Berbatovci    | 17.02.89 |  |  |
|    | Norvegia (bandiera) | UNI   | Asgeir Snekvik       | 14.04.88 |  |  |
|    | Norvegia (bandiera) | UNI   | Eirik Valla Dønnem   | 21.07.90 |  |  |
|    | Norvegia (bandiera) | PIV   | Rune Langørgen       | 02.12.84 |  |  |
|    | Norvegia (bandiera) | PIV   | Edvard Ølstøren      | 24.12.94 |  |  |
|    | Norvegia (bandiera) | PIV   | Morten Torset        | 01.12.89 |  |  |
|    | Norvegia (bandiera) |       | Frode Bergmann       |          |  |  |
|    | Norvegia (bandiera) |       | Arnstein Buøy        | 25.02.91 |  |  |
|    | Norvegia (bandiera) |       | Marius Garstad       | 12.07.84 |  |  |
|    | Norvegia (bandiera) |       | Niklas Iversen       |          |  |  |
|    | Norvegia (bandiera) |       | Marius Larsen        |          |  |  |
|    | Norvegia (bandiera) |       | Vegard Skorstad      | 14.05.87 |  |  |
|    | Norvegia (bandiera) |       | Ivar Unhjem          |          |  |  |
|    | Norvegia (bandiera) |       | Olav Wist            |          |  |  |

## Risultati

### Eliteserie

#### Girone di andata
| Oslo 2 dicembre 2011, ore 20:15 1ª giornata | Holmlia  | 5 – 6 referto | Tiller | Ekeberg Idrettshall A\| Arbitro: \| Pedersen \| |
| Arbitro:                                    | Pedersen |               |        |                                                 |

| Oslo 3 dicembre 2011, ore 11:45 2ª giornata | Høllen    | 3 – 4 referto | Tiller | KFUM-Hallen\| Arbitro: \| Myklebust \| |
| Arbitro:                                    | Myklebust |               |        |                                        |

| Oslo 4 dicembre 2011, ore 12:45 3ª giornata | Tiller  | 6 – 3 referto | Vadmyra | KFUM-Hallen\| Arbitro: \| Krokdal \| |
| Arbitro:                                    | Krokdal |               |         |                                      |

| Fyllingsdalen 29 gennaio 2012, ore 18:00 4ª giornata | Tiller  | 2 – 5 referto | Horten | Framohallen B\| Arbitro: \| Krokdal \| |
| Arbitro:                                             | Krokdal |               |        |                                        |

| Tiller 15 gennaio 2012, ore 10:00 5ª giornata | Tiller        | 2 – 1 referto | Solør | KVT Hallen\| Arbitro: \| Thorsø Hansen \| |
| Arbitro:                                      | Thorsø Hansen |               |       |                                           |

| Tiller 14 gennaio 2012, ore 19:00 6ª giornata | Tiller        | 4 – 7 referto | Kongsvinger | KVT Hallen\| Arbitro: \| Thorsø Hansen \| |
| Arbitro:                                      | Thorsø Hansen |               |             |                                           |

| Oslo 28 gennaio 2012, ore 14:45 7ª giornata | KFUM Oslo | 3 – 1 referto | Tiller | KFUM-Hallen\| Arbitro: \| Hussain \| |
| Arbitro:                                    | Hussain   |               |        |                                      |

| Tiller 13 gennaio 2012, ore 20:00 8ª giornata | Nidaros | 3 – 4 referto | Tiller | KVT Hallen\| Arbitro: \| Krokdal \| |
| Arbitro:                                      | Krokdal |               |        |                                     |

| Tiller 4 febbraio 2012, ore 11:00 9ª giornata | Tiller       | 2 – 4 referto | Vegakameratene | KVT Hallen\| Arbitro: \| Solum Lystad \| |
| Arbitro:                                      | Solum Lystad |               |                |                                          |

#### Girone di ritorno
| Stjørdal 18 febbraio 2012, ore 14:45 10ª giornata | Tiller  | 7 – 3 referto | KFUM Oslo | Stjørdalshallen A\| Arbitro: \| Ølmheim \| |
| Arbitro:                                          | Ølmheim |               |           |                                            |

| Tiller 18 febbraio 2012, ore 20:00 11ª giornata | Tiller  | 4 – 6 referto | Nidaros | KVT Hallen\| Arbitro: \| Krokdal \| |
| Arbitro:                                        | Krokdal |               |         |                                     |

| Stjørdal 19 febbraio 2012, ore 19:00 12ª giornata | Vegakameratene | 4 – 2 referto | Tiller | Stjørdalshallen A\| Arbitro: \| Thorsø Hansen \| |
| Arbitro:                                          | Thorsø Hansen  |               |        |                                                  |

| Stjørdal 19 febbraio 2012, ore 13:45 13ª giornata | Horten  | 4 – 3 referto | Tiller | Stjørdalshallen A\| Arbitro: \| Hanssen \| |
| Arbitro:                                          | Hanssen |               |        |                                            |

| Kongsvinger 4 marzo 2012, ore 10:30 14ª giornata | Solør   | 4 – 4 referto | Tiller | Tråstadhallen\| Arbitro: \| Hussain \| |
| Arbitro:                                         | Hussain |               |        |                                        |

| Kongsvinger 4 marzo 2012, ore 17:00 15ª giornata | Kongsvinger | 4 – 3 referto | Tiller | Tråstadhallen\| Arbitro: \| Iversen \| |
| Arbitro:                                         | Iversen     |               |        |                                        |

| Oslo 24 marzo 2012, ore 13:30 16ª giornata | Tiller       | 9 – 11 referto | Holmlia | Ekeberg Idrettshall C\| Arbitro: \| Rafiq (Oslo) \| |
| Arbitro:                                   | Rafiq (Oslo) |                |         |                                                     |

| Oslo 24 marzo 2012, ore 18:15 17ª giornata | Tiller  | 7 – 4 referto | Høllen | Ekeberg Idrettshall A\| Arbitro: \| Hanssen \| |
| Arbitro:                                   | Hanssen |               |        |                                                |

| Oslo 25 marzo 2012, ore 12:45 18ª giornata | Vadmyra | 6 – 3 referto | Tiller | Ekeberg Idrettshall C\| Arbitro: \| Hussain \| |
| Arbitro:                                   | Hussain |               |        |                                                |